# Bertrand Damaisin
Bertrand Damaisin (Lione, 27 ottobre 1968) è un ex judoka francese.

## Palmarès
- Giochi olimpici

Barcellona 1992: bronzo nei 78 kg.